# Monoclona nigriventris
Monoclona nigriventris är en tvåvingeart som beskrevs av Edwards 1940. Monoclona nigriventris ingår i släktet Monoclona och familjen svampmyggor. Inga underarter finns listade i Catalogue of Life.